# هاشيراما سينجو

## مظهره الخارجي
ظهر هاشيراما في الأنمي بقامةٍ طويلةٍ، ذا بشرة قليلة السمرة وطويل الشعر متوسط البنية أسود العينين. فيما يخص ثيابه فقد كان يُحب إرتداء زي القتال في كل الأوقات سوى في المناسبات فإنه يرتدي زي «الهوكاغي»، وزيه عبارة عن سروال وقميص وفوقهما درع لحماية الصدر وأخر لحماية الكتفين والرقبة. كان يضع حامي الجبين أغلب الوقت وأحيانا فقط ما ينزعه. كان هاشيراما يتميز بنظرة الحنان عند التقائه بأفراد قريته حيث يحس بها كل من رآها، وكانت له نظرة مميزة عند التقائه بأعدائه تنشر الرعب في قلوبهم.

## شخصيته
لهاشيراما شخصية تجمع بين الرزانة والقوة والحنان والعاطفة على كل أفراد قريته فقد كان قائدا عظيما يشهد له كل من رآه أو عمل تحت امرته حتى منافسه الازلي وصديقه المقرب «مادارا أوتشيها» اعترف بقوته وقال بنفسه «هاشيراما هو أكثر شخص أكن له الاحترام والتقدير»، وكان محبوب القرية وقائدها ومنقذها عند الشدائد.

## أقاربه

### تسونادي
تسونادي وتلقب بالجدة تسونادي (وهي حفيدته) تعتبر الوحيدة من نسل عشيرة سينجو المتبقية على قيد الحياة وهي الآن في منصب الهوكاجي الخامس شخصيتها رزينة تغضب بسرعة، تحب لعب الورق، وتحب الجلوس في مكتبها دائما.

### توبيراما
توبيراما سينجو (الهوكاجي الثاني، وهو أخوه) كان مستخدما بارعا لعنصر الماء وقد أعان أخاه في إيقاف الحرب الكبرى التي كانت مشتعلة بن العشائر. شخصيته جدية ويحب التعاون مع أخيه هاشيراما اثناء المعارك.

### ناواكي
ناواكي (وهو حفيدهُ) قُتل في الحرب وهو صغير ولكن شقيقته الكبرى تسونادي ظنت أن القلادة الخاصة بالهوكاجي الأول والتي أهدتها له هي التي أثرت عليه. شخصيته لطيفة ومرحة، فهو مشاغب ويحب الابتسام دائما.

### هيروزين ساروتوبي
هيروزين ساروتوبى الذي تلقى تدريبه على يد الكاجيان الأول والثاني وقد أصبح الهوكاجي الثالث من بعدهما وقد قتل على يد أوروتشيمارو في إحدى المعارك. شخصيته تجمع بين الجدية والصرامة ككل من الهوكاجي الأول والثاني، يحب الجلوس على مقعده دائما ويحب تدخين غليونه.

## نبذة عن حياته
بدأت قصته منذ حوالي 80 سنة مضت مع الحرب العظمى التي خاضتها كل عشائر الشينوبي ومن بينها عشيرته المسمات عشيرة غابات سينجو، وهناك بدأت تظهر شخصيته وقدراته الخاصة بفضل الخبرة في القتال والتي كان ينافسه عليها ألد خصومه ألا وهو «يوتشيها مادارا» وقد سبب القتال المستمر بينهما نزاعا تمستمرة بين عشيرتيهما. كانت الأمم في ذلك الوقت تتقاتل من أجل الحصول على القوة ولتوسيع مدى رقعتها واثناء زمن الحروب ذلك، لم يكن الشينوبي سوى قبائل متفرقة يعمل كل منها كقوى مستقلة من أجل الحروب، وكانت كل عشيرة تتلقى الأجر لتقاتل من أجل مصلحة معينة ضد الأخرى ومن بين سائر عشائر الشينوبي كانت هناك عشيرتان يخشاهما الجميع هما:
عشيرة اليوتشيها
بقيادة مادارا & عشيرة غابات سينجو بقيادة هاشيراما.
عشيرة السينجو
كانت تحت قيادة هاشيراما سينجو والذي كان يُخشى ويُحترم من قبل سائر العشائر الأخرى وقد كانت عشيرة السينجو متميزة في كل أنواع القتال هي ونضيرتها عشيرة اليوتشيها حيث تميزوا من بين كل العشائر الأخرى وارتفعت سمعتهما بسبب ذلك، وبسبب تنافسهما الشديد كانت كلما تحركت عشيرة سينجو تحركت معها عشيرة اليوتشيها أيضا، ومن المرجح أن عشيرة اليوتشيها هي الوحيدة القادرة على منافستهم، وإن اسأجرت إحدى الدول السينجو فإن الدولة الخصم ستستأجر اليوتشيها بكل تأكيد وكلما واجه قائد عشيرة اليوتشيها "مادارا" خصمه "هاشيراما" كلما أصبح اسمه ذا صيت أكبر وكان المنتصر الدائم لهاته المعارك هو 'هاشيراما سينجو".

### هدفه في الحياة
وقد كان هدف «هاشيراما» منذ أن بدأت تلك الحروب هو تأسيس قرية مستقلة يعمها السلام والطمأنينة لشعبه وللدول المجاورة ولكن «يوتشيها مادارا» منعه بسبب رغبته في الإستيلاء على مقعد الحكم وسبب ذلك لهما نزاعا متواصل، وأنذاك كانت هاتان العشيرتان هما الأقوى لأن لهما ميزتان لم تكن تمتلكها العشائر الأخرى، ميزتان حطمتا كل الضعفاء أمامها وسببت الرعب في قلوب المنافسين.

## وفاته
كان موت هاشيراما محزنا وأليما لجميع أفراد قريته، ورغم تولي شقيقه لمنصب الهوكاجي من بعده إلا أن هاشيراما خلف أثرا على قلوبهم بعطفه عليهم وحمايته لهم ووقوفه معهم في السراء والضراء.
سيفتقدون لحكمته وذكائه والتي بواسطتها قام بتأسيس قرية كونوها وقام بذكائه وحبه للسلام بإيقاف الحروب التي كانت مشتعلة بين العشائر في الماضي.
وقبل وفاته كان هو وأخوه يوصيان ساروتوبي بقولهما له «سكان قرية كونوها يشكلون كل قطعة من جسمي... سكان البلدة يثقون بي وأنا أثق بهم.... هكذا يجب أن يكون الهوكاجي...» «ياساروتوبي، احمي كل الذين يحبون القرية ويثقون بك.. ويجب أن تنشئ شخصا تثق به لكي يحمي الجيل القادم».
وكان سبب وفاته هو قتال ضد كاكوزو من الأكاتسكي الذي قم بقتله بعد أن كان يعاني هاشيراما من مرض مزمن 

## الوصلات الخارجية
- أكبر تقرير عن الهوكاجي الأول[1]

1. ↑  "أكبر تقرير عن ~هاشيراما سينجو~ ^_^ | امبراطورية الأنمي Amino". امبراطورية الأنمي | aminoapps.com. مؤرشف من الأصل في 2019-04-17. اطلع عليه بتاريخ 2018-11-04.